# Peter Mullan
Peter Mullan (Peterhead, 2 novembre 1959) è un attore, regista e sceneggiatore britannico.

## Biografia
Quinto di otto figli, nacque nel nordest della Scozia da madre di origine irlandese (fervente cattolica) e padre scozzese. Si trasferì con la famiglia a Cardonald, un sobborgo operaio a sud di Glasgow, dove il padre lavorava come tecnico di laboratorio. Ben presto il padre, alcolizzato, divenne violento e dispotico, tanto che Peter a quattordici anni cercò di avvelenarlo con dei sonniferi. Durante le scuole superiori Peter fece parte di una banda di ragazzi di strada, e lavorò come buttafuori in diversi pub. Il padre, che soffriva di cancro ai polmoni, morì quando Peter iniziò gli studi in economia all'Università di Glasgow. All'università Mullan iniziò a recitare, continuando a frequentare il teatro anche dopo la laurea. Marxista dichiarato, fu uno dei leader dell'ala sinistra del movimento teatrale che sorse in Scozia durante il governo conservatore di Margaret Thatcher, lavorando per brevi periodi nelle compagnie teatrali 7:84 e Wildcat.
Nei primi anni novanta ebbe piccoli ruoli in diversi film scozzesi, come Piccoli omicidi tra amici, Trainspotting e Braveheart - Cuore impavido, oltre ad un ruolo di coprotagonista in Riff Raff di Ken Loach. Iniziò anche a lavorare come regista e sceneggiatore, producendo i cortometraggi Close, Good Day for the Bad Guys e Fridge (vincitore di diversi premi). Nel 1994 ottenne una nomination come miglior regista dalla Royal Television Society per la sua regia di alcuni episodi della serie televisiva Cardiac Arrest della BBC. Il suo primo lungometraggio, Orphans (1997), vinse il premio come migliore opera prima alla Mostra del cinema di Venezia.
Nel 1998 Mullan vinse il premio per il migliore attore al Festival di Cannes grazie alla sua interpretazione di un ex-alcolizzato nel film di Loach My Name Is Joe. Ebbe in seguito diversi ruoli importanti in film come Miss Julie (1999), Un perfetto criminale (2000), Le bianche tracce della vita (2000) e Session 9 (2001). Nel 2002 sceneggiò e diresse il suo secondo lungometraggio Magdalene, controverso film basato sulla vita di tre ragazze in un collegio irlandese gestito da suore con metodi duri. Con questo film Mullan vinse il Leone d'oro alla Mostra di Venezia. Nel 2007 ha recitato nel film L'ultima legione, vestendo i panni di Odoacre, e in Boy A. Nel 2011 recita nei film Tirannosauro e War Horse. Nel 2018 recita in The Vanishing - Il mistero del faro.

## Vita privata
Mullan ha avuto tre figli dall'attrice e sceneggiatrice Annie Swan, dalla quale si è separato nel luglio 2006.

## Filmografia parziale

### Cinema
- Riff Raff, regia di Ken Loach (1991)
- Piccoli omicidi tra amici (Shallow Grave), regia di Danny Boyle (1995)
- Braveheart - Cuore impavido (Braveheart), regia di Mel Gibson (1995)
- Trainspotting, regia di Danny Boyle (1996)
- My Name Is Joe, regia di Ken Loach (1998)
- Un perfetto criminale (Ordinary Decent Criminal), regia di Thaddeus O'Sullivan (2000)
- Le bianche tracce della vita (The Claim), regia di Michael Winterbottom (2000)
- Session 9, regia di Brad Anderson (2001)
- Young Adam, regia di David Mackenzie (2003)
- Criminal, regia di Gregory Jacobs (2004)
- I figli degli uomini (Children of Men), regia di Alfonso Cuarón (2006)
- L'ultima legione (The Last Legion), regia di Doug Lefler (2007)
- Boy A, regia di John Crowley (2007)
- Stone of Destiny, regia di Charles Martin Smith (2008)
- Harry Potter e i Doni della Morte - Parte 1 (Harry Potter and the Deathly Hallows: Part 1), regia di David Yates (2010)
- Tirannosauro (Tyrannosaur), regia di Paddy Considine (2011)
- War Horse, regia di Steven Spielberg (2011)
- The Liability, regia di Craig Viveiros (2012)
- Welcome to the Punch - Nemici di sangue (Welcome to the Punch), regia di Eran Creevy (2013)
- Sunshine on Leith, regia di Dexter Fletcher (2013)
- Hercules - Il guerriero (Hercules), regia di Brett Ratner (2014)
- Sunset Song, regia di Terence Davies (2015)
- Hostiles - Ostili (Hostiles), regia di Scott Cooper (2017)
- Mowgli - Il figlio della giungla (Mowgli), regia di Andy Serkis (2018) - voce
- The Vanishing - Il mistero del faro (The Vanishing), regia di Kristoffer Nyholm (2018)
- The Hanging Sun - Sole di mezzanotte (The Hanging Sun), regia di Francesco Carrozzini (2022)

### Televisione
- Shoebox Zoo – serie TV, 12 episodi (2004)
- Top of the Lake - Il mistero del lago (Top of the Lake) – serie TV, 7 episodi (2013)
- Olive Kitteridge, regia di Lisa Cholodenko – miniserie TV, 3 puntate (2014)
- Quarry - Pagato per uccidere (Quarry) – serie TV, 8 episodi (2016)
- Ozark – serie TV, 20 episodi (2017-2018)
- Gunpowder, regia di J Blakeson – miniserie TV (2017)
- Mum – serie TV, 18 episodi (2016-2019)
- Westworld - Dove tutto è concesso (Westworld) – serie TV, 4 episodi (2018-2020)
- Cursed – serie TV, 9 episodi (2020)
- La ferrovia sotterranea (The Underground Railroad), regia di Barry Jenkins – miniserie TV, 3 puntate (2021)
- The North Water, regia di Andrew Haigh – miniserie TV, puntate 4-5 (2021)
- Il Signore degli Anelli - Gli Anelli del Potere (The Lord of the Rings: The Rings of Power) – serie TV, 9 episodi (2022-2024)
- Liaison, regia di Stephen Hopkins – miniserie TV (2023)
- After the Party, regia di Peter Salmon – miniserie TV (2023)
- The Bombing of Pan Am 103, regia di Michael Keillor – miniserie TV, 4 puntate (2025)
- Outlander: Blood of My Blood – serie TV, episodi 1x01-1x02 (2025)

### Regista e sceneggiatore
- Orphans (1998)
- Magdalene (The Magdalene Sisters) (2002)
- Neds (2010)

## Doppiatori italiani
Nelle versioni in italiano delle opere in cui ha recitato, Peter Mullan è stato doppiato da:
- Rodolfo Bianchi in My Name is Joe, Young Adam, I figli degli uomini, War Horse, Hostiles - Ostili, The Hanging Sun - Sole di mezzanotte
- Massimo Corvo in Session 9, Harry Potter e i Doni della Morte - Parte 1, Tirannosauro
- Paolo Buglioni in Criminal, The Liability, Olive Kitteridge
- Gerolamo Alchieri in L'ultima legione, Top of the Lake - Il mistero del lago, Gunpowder
- Nino Prester in Un perfetto criminale, Hercules - Il guerriero
- Gianni Giuliano in Ozark, Cursed
- Ennio Coltorti in Trainspotting, Il Signore degli Anelli - Gli Anelli del Potere
- Giorgio Favretto in Braveheart - Cuore impavido
- Giuliano Santi in Le bianche tracce della vita
- Danilo Bruni ne Il bacio della vita
- Dario Penne in Shoebox Zoo
- Stefano De Sando in Quarry - Pagato per uccidere
- Michele Gammino in Westworld - Dove tutto è concesso
- Paolo Marchese in The Vanishing - Il mistero del faro
- Giovanni Petrucci ne La ferrovia sotterranea

Da doppiatore è sostituito da:
- Pierluigi Astore in Mowgli - Il figlio della giungla[3]